# Mistrzostwa Europy w Judo 1973
22. Mistrzostwa Europy w Judo odbyły się w dniach 12 – 13 maja 1973 roku w Madrycie. 

## Klasyfikacja medalowa
| Miejsce | Państwo         |   |   |    | Razem |
| ------- | --------------- | - | - | -- | ----- |
| 1       | ZSRR            | 3 | 2 | 4  | 9     |
| 2       | Wielka Brytania | 1 | 2 | 2  | 5     |
| 3       | Francja         | 1 | 2 | 1  | 4     |
| 4       | NRD             | 1 | 0 | 4  | 5     |
| 5       | Hiszpania       | 1 | 0 | 0  | 1     |
| 6       | RFN             | 0 | 1 | 1  | 2     |
| 7       | Włochy          | 0 | 0 | 1  | 1     |
| .       | Holandia        | 0 | 0 | 1  | 1     |
| Razem   | Razem           | 7 | 7 | 14 | 28    |

## Medaliści

### Mężczyźni
| Konkurencja: | Złoto: | Srebro: | Brąz: |
| −63kg        | Sergey Melnichenko | Shengeli Pitskhelauri                                                                                                 | Michel Algisi Karl-Heinz Werner |
| −70kg        | Dietmar Hötger | Engelbert Dörbrandt                                                                                                   | Franco Novasconi Vass Morrison |
| −80kg        | Brian Jacks | Guy Auffray | Bernd Look Guram Gogolauri |
| −93kg        | Jean-Luc Rougé | David Starbrook | Evgeny Solodukhin Amiran Muzaev |
| −ponad 93kg  | Santiago Ojeda | Keith Remfry | Dzhibilo Nizharadze Peter Adelaar |
| −Open        | Siergiej Nowikow | Szota Czocziszwili | Dietmar Lorenz Wolfgang Zuckschwerdt |
| Drużynowo    | Sengeli Pichelauri · Władimir Niewzorow · Guram Gogolauri · Evgeny Solodukhin · Anatolij Nowikow · Siergiej Nowikow · ZSRR | Jean-Jacques Mounier · Gérard Gautier · Guy Auffray · Jean-Luc Rougé · Jean-Pierre Tripet · François Besson · Francja | Rainer Rutter · Engelbert Dörbrandt · Fred Marhenke · Paul Barth · Klaus Glahn · Kurt Pilger · RFN · Connie Alexander · Vass Morrison · John Hindley · Brian Jacks · David Starbrook · Angelo Parisi · Wielka Brytania |